# Kommissionen Ortoli
Kommissionen Ortoli är den EU-kommission som var i tjänst mellan 6 januari 1973 och den 5 januari 1977. Den bestod av en ordförande, François-Xavier Ortoli, och tretton andra kommissionärer. Den efterträdde kommissionen Mansholt och ersattes 1977 av kommissionen Jenkins.

## Ordförande
François-Xavier Ortoli utsågs till ordförande i samband med att kommissionen tillsattes. Hans första mandatperiod var på två år, men den förlängdes senare till återstoden av kommissionens mandatperiod.

## Kommissionärer
| Ordförande                                                                       |  | François-Xavier Ortoli           | Konservativ | Frankrike      |  |  |  |  |  |  |
| Tillväxt, samarbete, budget och finansiell kontroll                              |  | Jean-François Deniau             | Liberal     | Frankrike      |  |  |  |  |  |  |
| Tillväxt, samarbete, budget och finansiell kontroll                              |  | Claude Cheysson                  | Socialist   | Frankrike      |  |  |  |  |  |  |
| Socialfrågor samt vice ordförande                                                |  | Patrick Hillery                  | Konservativ | Irland         |  |  |  |  |  |  |
| Ekonomiska och finansiella frågor, kredit och investeringar samt vice ordförande |  | Wilhelm Haferkamp                | Socialist   | Västtyskland   |  |  |  |  |  |  |
| Forskning, vetenskap och utbildning                                              |  | Ralf Dahrendorf                  | Liberal     | Tyskland       |  |  |  |  |  |  |
| Konkurrens                                                                       |  | Albert Borschette                | Oberoende   | Luxemburg      |  |  |  |  |  |  |
| Skatt och energi samt vice ordförande                                            |  | Henri François Simonet           | Socialist   | Belgien        |  |  |  |  |  |  |
| Jordbruk                                                                         |  | Pierre Lardinois                 | Konservativ | Nederländerna  |  |  |  |  |  |  |
| Inre marknaden och tullunionen                                                   |  | Finn Olav Gundelach              | Socialist   | Danmark        |  |  |  |  |  |  |
| Utrikespolitik samt vice ordförande                                              |  | Christopher Soames, Baron Soames | Konservativ | Storbritannien |  |  |  |  |  |  |
| Regionalpolitik                                                                  |  | George Thomson                   | Socialist   | Storbritannien |  |  |  |  |  |  |
| Industri och teknologi                                                           |  | Altiero Spinelli                 | Socialist   | Italien        |  |  |  |  |  |  |
| Miljö, transport, EU-parlamentet samt vice ordförande                            |  | Carlo Scarascia-Mugnozza         | Konservativ | Italien        |  |  |  |  |  |  |

### Summering: Politisk tillhörighet
| politisk tillhörighet | antal kommissionärer |
| --------------------- | -------------------- |
| Konservativ           | 5                    |
| Liberal               | 2                    |
| Socialist             | 6                    |
| Oberoende             | 1                    |